# レイン・オブ・ザ・スーパーメン (アニメ)
『レイン・オブ・ザ・スーパーメン』（英: Reign of the Supermen）は、DCコミックスから1992年に出版されたアメリカン・コミックス『スーパーマン』のエピソード「デス・オブ・スーパーマン」を原作とするOVA。DCユニバース・アニメイテッド・オリジナル・ムービーズとしては33作目の映像作品で、2019年1月15日に発売された。2018年の『デス・オブ・スーパーマン』の続編。日本では2019年4月17日に発売された。

## キャスト
| - スーパーマン - ジェリー・オコンネル - ロイス・レイン - レベッカ・ローミン - レックス・ルーサー - レイン・ウィルソン - スーパーボーイ - キャメロン・モナハン - スティール - クレス・ウィリアムズ - エラディケーター - チャールズ・ハルフォード - サイボーグスーパーマン - パトリック・ファビアン/ジェリー・オコンネル - バットマン - ジェイソン・オマラ - ワンダーウーマン - ロザリオ・ドーソン - サイボーグ - シェマー・ムーア - フラッシュ - クリストファー・ゴーラム - グリーンランタン - ネイサン・フィリオン - マーシャン・マンハンター - ニャンビ・ニャンビ | - ジョナサン・ケント - ポール・エイディング - マーサ・ケント - ジェニファー・ヘイル - ジミー・オルセン - マックス・ミッテルマン - ペリー・ホワイト - ロッキー・キャロル - スティーブ・ロンバード - マックス・ミッテルマン - キャット・グラント - トクス・オラガンドアイ - ロン・トループ - ニャンビ・ニャンビ - ビッボ・ビボウスキー - チャールズ・ハルフォード - マーシー・グレイブス - エリカ・ラットレル - ダブニー・ドノヴァン - トレバー・デヴァル - ダークサイド - トニー・トッド - グロリアス・ゴッドフリー - トレバー・デヴァル |

## 映像ソフト
『レイン・オブ・ザ・スーパーメン』
製品情報
2019年4月17日発売
品番 1000742414
JAN 4548967424119

特典映像
- 『ジャスティス・リーグ VS. フェイタル・ファイブ』ダイジェスト
- 『スーパーマン』第36話「鋼鉄の男たち」
- 『ジャスティス・リーグ・アンリミテッド』第24話「Panic in the Sky」